# Jürgen Krause (Handballtrainer)
Jürgen Krause (* 24. August 1956) ist ein ehemaliger deutscher Handballspieler und jetziger -trainer. Als Spieler war Krause für den VfL Waiblingen aktiv.

## Karriere
Erste Trainerstationen von Krause waren der VfL Waiblingen II (Herren), der SV Fellbach (Frauen) und die SG Schorndorf (Herren). Mit der weiblichen A-Jugend des VfL Waiblingen wurde Krause 1998 und 1999 deutscher Meister. Von April 2000 bis zum Ende der Saison 1999/2000 trainierte er interimsweise zusammen mit Bärbel Pfromm die Frauen der HSG Blomberg-Lippe in der Bundesliga. Danach trainierte er bis zur Saison 2001/02 die Herren des TV Bittenfeld in der Oberliga. Von 2002 bis 2004 war Krause Trainer der Zweitliga-Frauen der TuS Metzingen. Während der Saison 2003/04 wechselte er zu den Frauen des VfL Waiblingen in der 2. Bundesliga. Von Juni 2004 bis Oktober 2004 war Krause auch Trainer der Herren des TV Oppenweiler in der Regionalliga. In der Saison 2006/07 stieg Krause mit den zwischenzeitlich in die Regionalliga abgestiegenen Frauen des VfL Waiblingen wieder in die 2. Bundesliga auf. Später trainierte Krause vier Spielzeiten lang bis zum Ende der Saison 2012/13 die Drittliga-Frauen des TV Möglingen. 2014 übernahm Krause als Trainer die Frauen des SC Korb in der Oberliga und stieg mit diesen 2015 in die 3. Liga auf. In der Saison 2017/18 trat der SC Korb zusammen mit dem VfL Waiblingen Handball als FSG Waiblingen/Korb mit Krause als Trainer in der 2. Bundesliga an. Nach einer Handballpause war er in der Saison 2022/23 Trainer der Zweitligaaufsteigerinnen der SG Schozach-Bottwartal.
Krause ist im Besitz der A-Lizenz als Handballtrainer.

## Privat
Krause ist Beamter in Diensten des Landes Baden-Württemberg. Er ist der Vater der Handballspielerin Nadine Krause. Sowohl in Waiblingen als auch bei der HSG Blomberg-Lippe trainierte Nadine unter ihrem Vater.